# Listă de cărți: K
Lista cărți: A - Ă - B - C - D - E - F - G - H - I - Î - J - K - L - M - N - O - P - Q - R - S - Ș - T - Ț - U - V - W - X - Y - Z
- KA-BOOM! A Dictionary of Comic Book Words, Symbols & Onomatopoeia de Kevin J. Taylor (2006)
- Kafka pe malul mării de Haruki Murakami